# Marina Jurjewna Iljitschowa-Ryschakowa
Marina Jurjewna Iljitschowa-Ryschakowa (russisch Марина Юрьевна Ильичёва-Рыжакова, geb. Iljitschowa russisch Ильичёва; * 6. März 1959; † 14. Februar 2018) war eine sowjetische bzw. russische Theater- und Film-Schauspielerin.

## Leben und Leistungen
Marina Iljitschowa-Ryschakowa absolvierte 1979 die Theaterschule von Nischni Nowgorod, wo Boris Abramowitsch Narawzewitsch und Rita Jakowlewna Lewite ihre Lehrer waren. Anschließend trat sie bis zu ihrem Tod beim dortigen Jugendtheater auf. Im Laufe der Jahre gab Iljitschowa-Ryschakowa Rollen in diversen Stücken russischsprachiger und ausländischer Autoren wie Tschechow, Wassiljew, Shakespeare und Brecht.
Noch während ihrer Ausbildung wurde die Nachwuchsdarstellerin für die Hauptrolle in der Musikkomödie Не плачь, девчонка (Ne plat dewotschka, 1976) verpflichtet. Zwei Jahre später war sie in der Aksakow-Adaption Die feuerrote Blume zu sehen und beschloss damit auch ihre Filmlaufbahn. Sie trat außerdem in einer Bühnenfassung desselben Stückes auf.
Iljitschowa-Ryschakowa starb kurz vor ihrem 59. Geburtstag und wurde in Tschaglawa, Rajon Kstowo, beigesetzt.

## Bühnenarbeiten
- Aljoscha von Grigori Tschuchrai und Walentin Jeschow – als Soika
- Das Mädchen Tanja von Ruwim Frajerman – als Schenja
- Die feuerrote Blume nach Sergei Aksakows Kunstmärchen – als Dascha
- Die lustigen Weiber von Windsor von William Shakespeare – als Anne Page
- Der Heiratsantrag von Anton Tschechow – als Wera Sapiskina
- Morgen war Krieg von Boris Wassiljew – als Wika Ljuberezkaja
- Letzten Sommer in Tschulimsk von Alexander Wampilow – als Kaschkina
- George Dandin von Molière – als Angélique
- Die Moritat von Mackie Messer von Bertolt Brecht – als Lucy
- Schneewittchen und die sieben Zwerge von Peter Ustinov und Oleg Tabakow – als Königin
- Die Hauptmannstochter nach Alexander Puschkins Roman – als Katharina II.
- Trennt euch nicht von euren Lieben! von Alexander Wolodin – als Beljajewa
- Keine Leiche ohne Lily von Jack Popplewell – als Claire Marshall
- Kabale und Liebe von Friedrich Schiller – als Lady Milford
- Im Königreich der krummen Spiegel nach Witali Gubarews Erzählung – als Hofdame
- Тринадцатая звезда (Trinadzataja swesda) von Wiktor Olschanski – als altes Kaninchen Wislouchaja
- Die Letzten von Maxim Gorki – als Sofja
- The Cripple of Inishmaan von Martin McDonagh – als Wera Sapiskina